# María Luisa Expósito
María Luisa Expósito Molina (Burjasot, 22 de mayo de 1951 es una política española, diputada al Congreso de los Diputados en la VII Legislatura.
En las elecciones municipales españolas de 1999 y 2003 fue escogida regidora por CiU al ayuntamiento de Tarragona, donde ha sido teniente de alcalde y regidora del área de enseñanza. En el año 2002 sustituyó en su escaño a Josep Maldonado i Gili, escogido diputado en las elecciones generales españolas de 2000. Ha sido Secretaria de la Comisión de Peticiones y Vocal de la Delegación española en el Grupo de Amistad con la Dieta de Polonia.